# Miranda Aldhouse-Green
Miranda Jane Aldhouse-Green (n. 24 de julio de 1947) es una arqueóloga y académica británica. Fue catedrática de Arqueología en la Universidad de Cardiff de 2006 a 2013. Hasta aproximadamente el año 2000 publicó como Miranda Green o Miranda J. Green.

## Biografía
Obtuvo su primer título en la Universidad de Cardiff, su máster en letras en Lady Margaret Hall, Oxford, en 1974, y un doctorado en The Open University en 1981. Aldhouse-Green fue miembro del profesorado de la Universidad de Gales, en Newport, entre 1993 y 2006, y fue nombrada profesora de Arqueología en 1998. Anteriormente ocupó puestos en los museos de Worthing y Peterborough y en la Open University de Gales. Aldhouse-Green es miembro de la Sociedad de Anticuarios de Londres (FSA) desde elección en noviembre de 1979 y de la Sociedad Científica de Gales. Fue vicepresidenta (2002) y luego presidenta de la Sociedad de Prehistoria y está incluida en Who's Who desde 2004.
Sus intereses de investigación se centran en la Edad de Hierro y la cultura romano-céltica especialmente en la iconografía galorromana y las actividades de sacrificios. Un informe de Universities UK (EurekaUK, junio de 2006) cita la investigación de Aldhouse-Green para comprender a los celtas como uno de los «100 principales descubrimientos, desarrollos e inventos», realizados por académicos de todo el Reino Unido, que han transformado el mundo en los últimos 50 años.
Mirada Green estuvo casada con el también arqueólogo, Stephen Aldhouse-Green (1945-2016), antes Stephen Green, desde 1970 hasta que este falleció.